# هورست راشر
هورست راشر (بالألمانية: Horst Rascher)‏ (مواليد 11 مارس 1940) هو ملاكم ألماني، مثّل بلاده في الألعاب الأولمبية الصيفية في دورتي 1960 و1968.

## روابط خارجية
هورست راشر على موقع أوليمبيديا (الإنجليزية)